# Lekkoatletyka na Letnich Igrzyskach Olimpijskich 1896
Lekkoatletyka na Letnich Igrzyskach Olimpijskich 1896 – zawody lekkoatletyczne podczas igrzysk w Atenach odbywały się na Panathinaiko od 6 do 10 kwietnia. 64 mężczyzn z 9 krajów rywalizowało w sumie w 12 konkurencjach. 

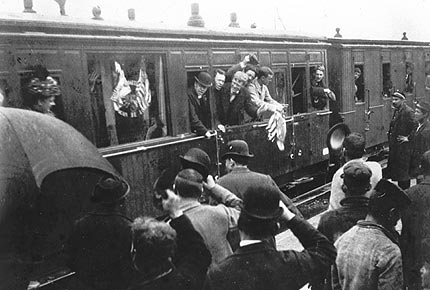
Amerykańscy olimpijczycy - Connolly, Curtis, Blake i Burke

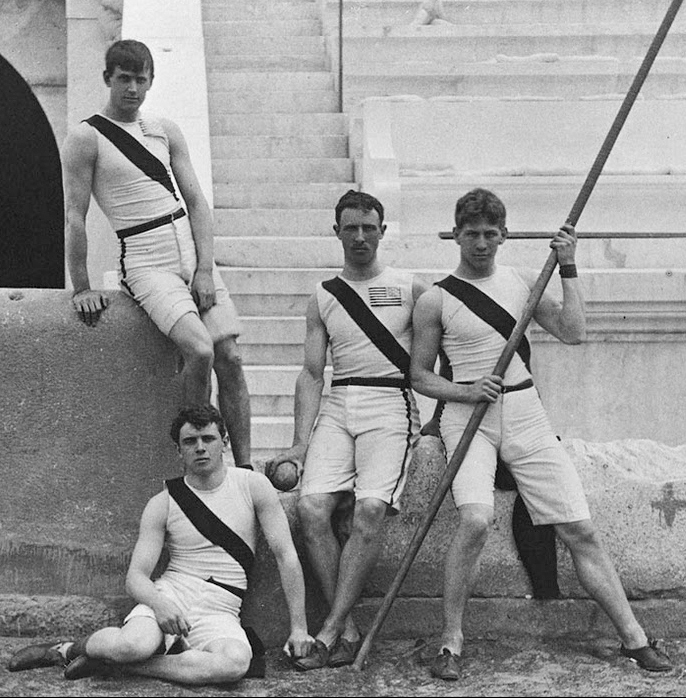
Amerykańscy olimpijczycy - Lane, Jamison, Garrett i Tyler

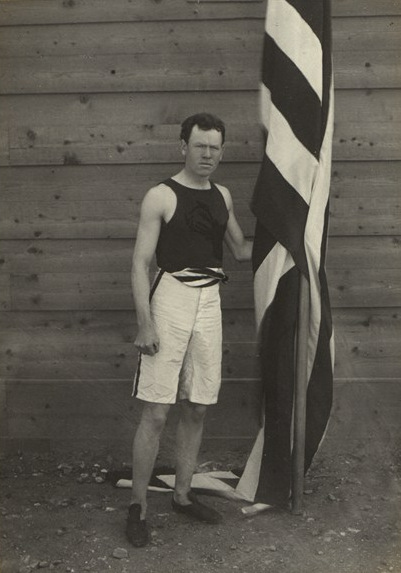
James Connolly - amerykański multimedalista

## Rezultaty
| Konkurencja:                           | 1. miejsce     | Rezultat | 2. miejsce                   | Rezultat | 3. miejsce                             | Rezultat |
| Bieg na 100 m (szczegóły)              | Tom Burke      | 12,0     | Fritz Hofmann                | 12,2     | Francis Lane Alajos Szokolyi           | 12,6     |
| Bieg na 400 m (szczegóły)              | Tom Burke      | 54,2     | Herbert Jamison              | 55,2     | Charles Gmelin                         | 56,7     |
| Bieg na 800 m (szczegóły)              | Teddy Flack    | 2:11,0   | Nándor Dáni                  | 2:11,8   | Dimitrios Golemis                      | 2:28,0   |
| Bieg na 1500 m (szczegóły)             | Teddy Flack    | 4:33,2   | Arthur Blake                 | 4:33,6   | Albin Lermusiaux                       | 4:36,0   |
| Bieg na 110 m przez płotki (szczegóły) | Thomas Curtis  | 17,6     | Grantley Goulding            | 17,6     | nikt                                   |          |
| Bieg maratoński (szczegóły)            | Spiridon Luis  | 2:58:50  | Charilaos Wasilakos          | 3:06:03  | Gyula Kellner                          | 3:06:35  |
| Skok wzwyż (szczegóły)                 | Ellery Clark   | 1,81     | James Connoly Robert Garrett | 1,65     | nikt                                   |          |
| Skok o tyczce (szczegóły)              | Welles Hoyt    | 3,30     | Albert Tyler                 | 3,20     | Ewangelos Damaskos Joanis Teodoropulos | 2,60     |
| Skok w dal (szczegóły)                 | Ellery Clark   | 6,35     | Robert Garrett               | 6,00     | James Connoly                          | 5,84     |
| Trójskok (szczegóły)                   | James Connoly  | 13,71    | Aleksandros Tuferis          | 12,70    | Joanis Persakis                        | 12,52    |
| Pchnięcie kulą (szczegóły)             | Robert Garrett | 11,22    | Miltiadis Guskos             | 11,03    | Jeorjos Papasideris                    | 10,36    |
| Rzut dyskiem (szczegóły)               | Robert Garrett | 29,15    | Panajotis Paraskiewopulos    | 28,95    | Sotirios Wersis                        | 27,78    |

## Tabela medalowa
| Miejsce | Kraj                 | Złoto | Srebro | Brąz | Razem |
| 1       | Stany Zjednoczone    | 9     | 6      | 2    | 17    |
| 2       | Australia            | 2     | 0      | 0    | 2     |
| 3       | Grecja               | 1     | 3      | 6    | 10    |
| 4       | Węgry                | 0     | 1      | 2    | 3     |
| 5       | Francja              | 0     | 1      | 1    | 2     |
| 5       | Wielka Brytania      | 0     | 1      | 1    | 2     |
| 7       | Cesarstwo Niemieckie | 0     | 1      | 0    | 1     |

Chile, Dania i Szwecja także brały udział w zawodach, ale nie zdobyły żadnych medali.